# Oumou Koné (football)
Pour les articles homonymes, voir Oumou Koné.
Oumou Koné, née le 20 décembre 1999, est une footballeuse internationale malienne. Elle évolue en 2023 au poste d'attaquante aux Super Lionnes d'Hamdallaye.

## Biographie

### En club
Oumou Koné joue d'abord pour les Super Lionnes d'Hamdallaye. Elle remporte la Coupe du Mali en 2021, inscrivant un doublé lors de la finale contre l'AS Mandé.
Elle rejoint ensuite l'AS Mandé.
Meilleure joueuse et meilleure buteuse du tournoi de qualification de la zone UFOA zone A de la Ligue des champions féminine de la CAF 2023 avec trois buts inscrits, elle inscrit par la suite un triplé en phase finale de la compétition en Côte d'Ivoire, lors du match de poule contre le club ghanéen de l'Ampem Darkoa,.

### En sélection
Oumou Koné est convoquée en équipe du Mali pour disputer les qualifications du Championnat d'Afrique féminin de football 2014 ; la sélection est éliminée dès le premier tour par la Côte d'Ivoire.
Elle dispute ensuite le tournoi féminin de la zone B de l'UFOA en 2019, s'inclinant en demi-finale contre la Côte d'Ivoire.
En 2020, elle inscrit un doublé contre la Gambie lors de la victoire 6-0 en phase de poules du tournoi féminin de la zone A de l'UFOA ; les Maliennes terminent finalistes de la compétition.
En juillet 2022, elle inscrit un doublé et réalise une passe décisive lors de la victoire 3-1 contre les Pays-Bas au Championnat du monde militaire féminin 2022 à Spokane,.
Elle dispute les qualifications à la Coupe d'Afrique des nations féminine de football 2022.
Elle marque un but contre la République centrafricaine au premier tour aller des qualifications pour la Coupe d'Afrique des nations 2024 (victoire 7-1) ; elle est également expulsée au cours de ce même match.